# Талпа-Поштей
Талпа-Поштей (рум. Talpa Poștei) — село у повіті Телеорман в Румунії. Входить до складу комуни Талпа.
Село розташоване на відстані 65 км на захід від Бухареста, 38 км на північ від Александрії, 117 км на схід від Крайови.

## Населення
За даними перепису населення 2002 року у селі проживали 115 осіб, усі — румуни. Усі жителі села рідною мовою назвали румунську.